# 트라이: 우리는 기적이 된다
《트라이: 우리는 기적이 된다》는 2025년 7월 25일부터 8월 30일까지 방송 중인 SBS 금토 드라마다.

## 기획 의도
예측불허 괴짜 감독 주가람과 만년 꼴찌 한양체고 럭비부가 전국 체전 우승을 향해 질주하는 코믹 성장 스포츠 드라마

## 제작진

### 제작사
- 스튜디오S

### 극본
- 임진아

### 연출
- 장영석 : SBS 금토 드라마 《모범택시 2》(공동 연출)

## 등장 인물

### 럭비부
- 윤계상 : 주가람 (37세, 남) 역 - 한양체고 럭비부 감독
- 김요한 : 윤성준 (19세, 남) 역 - 한양체고 3학년, 럭비부 주장. 석준의 형.
- 김이준 : 오영광 (19세, 남) 역 - 한양체고 럭비부 부주장.
- 이수찬 : 소명우 (19세, 남) 역 - 한양체고 3학년, 럭비부.
- 윤재찬 : 도형식 (18세, 남) 역 - 한양체고 2학년, 럭비부.
- 황성빈 : 김주양 (18세, 남) 역 - 한양체고 2학년, 럭비부.
- 우민규 : 표선호 (18세, 남) 역 - 한양체고 2학년, 럭비부. 유도부 출신.
- 김단 : 문웅 (19세, 남) 역 - 한양체고 1학년, 럭비부. 의산 시장바닥 안에서 남녀노소 모든 이의 눈길을 끄는 피지컬

### 사격부
- 임세미 : 배이지 (37세, 여) 역 - 사격부 플레잉 코치
- 이성욱 : 전낙균 (45세, 남) 역 - 사격부 감독
- 박정연 : 서우진 (19세, 여) 역 - 한양체고 3학년, 사격부 주장. 에이스.
- 성지영 : 나설현 (19세, 여) 역 - 한양체고 3학년, 사격부 부주장. 학생회장.

### 한양체고 그 외 인물들
- 길해연 : 강정효 (61세, 여) 역 - 한양체고 교장
- 김민상 : 성종만 (58세, 남) 역 - 한양체고 교감
- 정순원 : 방흥남 (37세, 남) 역 - 에어로빅 감독, 정규직을 노리는 계약직 감독.
- 이지민 : 양승희 (37세, 여) 역 - 보건교사, 회색분자. 이지의 오랜 친구.

### 학교 밖 인물들
- 장혁진 : 나규원 (50세, 남) 역 - 부교육감, 학부모 회장. 설현의 아버지. 권력의 화신.
- 송영규 : 김민중 역 - 현 대상고등학교 럭비부 감독, 전 한양체고 럭비부 감독
- 배명진 : 마석봉 (37세, 남) 역 - 치킨집 사장
- 서정연 : 원정 (46세, 여) 역 - 성준과 석준의 어머니
- 정기섭 : 문철영 (49세, 남) 역 - 웅의 아버지, 전직 럭비선수.
- 조연희 : 김소현 (48세, 여) 역 - 우진의 어머니, 전직 사격 국가대표.
- 조한결 : 강태풍 (17세, 남) 역 - 한양체고 1학년, 럭비부. 럭비부 유일한 신입생. 대상고로 전학 갔다.

### 그 외 인물
- 김영웅
- 민창식
- 김영록

### 특별출연
- 권율 : 모상기 (36세, 남) 역 - 주가람의 라이벌, 주가람 선수시절의 라이벌이자, 천재를 바라봐야 했던 평범한 인간.

## 참고 사항
- SBS가 심혈을 기울여서 준비한 본 드라마는 국내 제작 드라마 중 유일무이하게 체육고등학교 럭비부를 배경으로, 고작 달리기와 공놀이에 목숨을 건 청춘들이 세상을 향해 온몸으로 부딪혀 스스로 기적이 되는 스토리를 극화하여, 모든 계층이 누구나 공감할 수 있는 또 다른 차원의 스포츠 드라마로 기획한 것이다.

- 본 드라마의 제목으로 사용된 '트라이'란, 럭비에서 득점을 의미하는 용어이므로. 수많은 시도와 절대 포기하지 않는 의지로 싱그럽고 뜨거운 열정을 쏟아내는 청춘들의 에너지를 함축적으로 표현한 뜻에서 비롯된 말이다.

- 글로벌 시장을 의식해, 넷플릭스와 독점 계약으로 아시아와 태평양, 유럽, 아메리카 등 전 세계 50여 개국에서 동시 공개한 바 있다.

- 그 동안 스포츠를 소재로 다룬 장르물은 주로 축구와 농구, 야구 등 인기 종목의 전유물이었지만, 국내 제작 드라마 사상 최초로 럭비를 소재로 사제지간의 우정을 다룬 본 드라마는 국내 스포츠 중 럭비가 대중적 주목을 받는 스포츠로 도약했음을 방증하고 있다.[1]

- 한국판 '슬램덩크'를 표방하여, SBS표 스포츠 드라마의 계보를 잇는 작품이 SBS 문화재단 극본 공모전에서 5대 1의 치열한 경쟁률을 뚫고, 미니시리즈 부문에서 최우수 작품으로 당선된 대작이므로, 사전제작 방식으로 기획한 본 드라마는 당초 SBS 측에서 하반기 방영작 편성 여부를 고심하다가 해외 판권 수출 계약을 염두에 두고, 2025년 하반기 방영작으로 최종 확정하였다.

## 같이 보기
- 대한민국의 텔레비전 드라마 목록 (ㅌ)
- 2025년 대한민국의 텔레비전 드라마 목록